# Keras
Cet article possède un paronyme, voir Kera.
Pour l’article ayant un titre homophone, voir Queyras.
Keras est une bibliothèque open source écrite en Python.

## Présentation
La bibliothèque Keras permet d'interagir avec les algorithmes de réseaux de neurones profonds et d'apprentissage automatique, notamment Tensorflow, PyTorch, Theano, Microsoft Cognitive Toolkit ou PlaidML.
Conçue pour permettre une expérimentation rapide avec les réseaux de neurones profonds, elle se concentre sur son ergonomie, sa modularité et ses capacites d’extension. Elle a été développée dans le cadre du projet ONEIROS (Open-ended Neuro-Electronic Intelligent Robot Operating System).
Elle a été initialement écrite par François Chollet.
Keras a été intégrée en 2019 dans la bibliothèque TensorFlow à partir de la version 2.0 de cette dernière . Plus tard, Keras 3.0 devient la nouvelle version par défaut de Tensorflow mais est aussi intégrée à JAX et PyTorch .